# ماتولا، موزامبیک
ماتولا (به لاتین: Matola) یک منطقهٔ مسکونی در موزامبیک است که در Maputo Province واقع شده‌است.
 ماتولا ۳۷۳ کیلومتر مربع مساحت و ۱,۰۳۲,۱۹۷ نفر جمعیت، هسته مرکزی شهر ماپوتو پایتخت موزامبیک است و ۳ متر بالاتر از سطح دریا واقع شده‌است.

## خواهرخوانده
شهرهای ویزئو، لورس و الوایزر خواهرخوانده‌های ماتولا، موزامبیک هستند.